# 카르메 (위성)
카르메(Carme) 또는 목성 XI는 목성의 제11위성이며 카르메군에 속하는 역행하는 불규칙 위성이다. 직경은 약 46km 정도이다. 공전 주기는 702일이다. 1938년 7월 30일에 세스 반스 니콜슨이 발견하였다.